# 公立浜坂病院
公立浜坂病院（こうりつはまさかびょういん）は、兵庫県美方郡新温泉町にある医療機関である。新温泉町病院事業の設置等に関する条例により設置された町立の病院である。

## 沿革
- 1958年（昭和33年）7月 - 公立豊岡病院組合浜坂分院として開院。
- 1965年（昭和40年）1月 - 公立豊岡病院組合浜坂病院に名称変更。
- 1973年（昭和48年）3月 - 豊岡病院組合脱退により閉院。
- 1973年（昭和48年）5月 - 公立浜坂病院が開院。
- 1982年（昭和57年）10月 - 病院新築工事が完了。
- 1992年（平成4年）4月 - 訪問看護を開始。
- 1998年（平成10年）10月 - 老人保健施設を開所。

## 診療科
- 総合診療科
- 整形外科
- 耳鼻咽喉科
- 泌尿器科
- 小児科
- リハビリテーション科

## 交通アクセス
- JR浜坂駅から新温泉町営バス（夢つばめ）で約8分、浜坂病院バス停で下車。